# Amata paratenuis
Amata paratenuis là một loài bướm đêm thuộc phân họ Arctiinae, họ Erebidae.